# Syrští Turkmeni
Syrští Turkmeni (také Syrští Turkomani nebo Syrští Turci) (arabsky تركمان سوريا‎, turecky Suriye Türkleri nebo Suriye Türkmenleri) jsou syrští občané turkického původu, kteří povětšinou tíhnou k tureckému dědictví a identitě.
Turkické stěhování do Sýrie začalo v 11. století v době seldžucké říše. Nicméně většina Turkmenů se v oblasti usadila až poté, co osmanský sultán Selim I. v roce 1516 Sýrii dobyl. Osmanská vláda povzbuzovala turkomanské rodiny z Anatolie, aby zakládali vesnice po celém venkovském území okolo několika měst v osmanské Sýrii (později Sýrský Vilájet). Migrace z Anatolie do Sýrie byla po více než 400 let osmanského nadvlády nepřetržitá, a to až do pádu Osmanské říše v roce 1918; nicméně turkická komunita v oblasti nadále pobývala během francouzského mandátu a poté v syrské republice.